# Setophaga
A Setophaga a madarak osztályának verébalakúak (Passeriformes) rendjébe és az újvilági poszátafélék (Parulidae) családjába tartozó nem. A nembe tartozó fajok nagy része a Dendroica és a Parula nemekből lett átsorolva. 

## Rendszerezésük
A nemet William John Swainson írta le 1827-ben, az alábbi fajok tartoznak ide
- legyezőfarkú lombposzáta (Setophaga ruticilla)
- Kirtland-poszáta (Setophaga kirtlandii)
- tigrislombjáró (Setophaga tigrina)
- kék lombjáró (Setophaga cerulea)
- északi lombposzáta (Setophaga americana)
- trópusi lombposzáta (Setophaga pitiayumi)
- magnólialombjáró (Setophaga magnolia)
- rozsdás lombjáró (Setophaga castanea)
- narancstorkú lombjáró vagy rozsdástorkú lombjáró (Setophaga fusca)
- aranyos lombjáró vagy sárga lombjáró  (Setophaga petechia)
- kucsmás lombjáró (Setophaga striata)
- barkós lombjáró (Setophaga pensylvanica)
- Setophaga caerulescens
- billegető lombjáró (Setophaga palmarum)
- fenyő lombjáró (Setophaga pinus)
- zöldsapkás lombjáró (Setophaga pityophila)
- sárgatorkú lombjáró (Setophaga dominica)
- Bahama-szigeteki lombjáró (Setophaga flavescens)
- koronás lombjáró vagy sárgafarú lombjáró,[3] (Setophaga coronata)
- Audubon-lombjáró (Setophaga auduboni)
- Goldman-lombjáró (Setophaga goldmani vagy Setophaga coronata goldmani)
- préri lombjáró (Setophaga discolor)
- kajmán-szigeteki lombjáró (Setophaga vitellina)
- Adelaide-lombjáró (Setophaga adelaidae)
- barbudai lombjáró (Setophaga subita)
- Saint Lucia-i lombjáró (Setophaga delicata)
- feketenyakú lombjáró (Setophaga nigrescens)
- Grace-lombjáró (Setophaga graciae)
- cédruslombjáró (Setophaga townsendi)
- remetelombjáró (Setophaga occidentalis)
- feketetorkú lombjáró (Setophaga virens)
- aranyarcú lombjáró (Setophaga chrysoparia)
- csuklyás lombjáró (Setophaga citrina[2] vagy Wilsonia citrina)[1]

Más nembe sorolt fajok:
- Setophaga plumbea[2] vagy Dendroica plumbea[1]
- Setophaga angelae[2] vagy  Dendroica angelae[1]
- Setophaga pharetra[2] vagy Dendroica pharetra[1]